# Liste der Wegekreuze und Bildstöcke im Bonner Ortsteil Ramersdorf
Die folgende Liste enthält die Wege-, Grabkreuze und Bildstöcke, die auf dem Gebiet des Bonner Ortsteils Ramersdorf (Bonn) im Stadtbezirk Beuel nachgewiesen sind.
| Bild           | Bezeichnung   | Lage                                              | Beschreibung | Inschrift | Bauzeit         | Denkmalnummer |
| -------------- | ------------- | ------------------------------------------------- | --- | --- | --------------- | ------------- |
| weitere Bilder | Kommendekreuz | Königswinterer Straße / Oberkasseler Straße Karte | Das Kommendekreuz genannte Wegekreuz wurde im 17. Jahrhundert errichtet und befindet sich heute an der Ecke Königswinterer Straße und Oberkasseler Straße. | EMVNT GOTTFRIED FREYHERR VON BOCHOLTZ V. OREY HERR ZV GRANTVILLE TEVTSCHEN ORDENS RITTER COMMENTHVR ZV MASTRICHT LANDCOMMEN THVR DER BALLEI ALDENBIESEN FREYHER ZV GEMERT GRAVTRODE VND S. PETERS FOVREN DEN APRILIS | 17. Jahrhundert | A 2281        |
| weitere Bilder |               | Königswinterer Straße / Rastenweg Karte           | Das Wegekreuz wurde 1945 errichtet und befindet sich an der Ecke Königswinterer Straße und Rastenweg. Das Kreuz wurde als Ersatz für ein stark verwittertes und beschädigtes Kreuz aufgestellt, das fast an der gleichen Stelle stand. Das ältere Kreuz wurde 1860 von der Familie Heinrich Weinstock errichtet. | DAS KREUZ STEHT IM WIRBEL DER ZEITEN. | 1945            |               |
| weitere Bilder |               | Mehlemstraße 1 Karte                              | Das Wegekreuz wurde 1820 errichtet und befindet sich heute vor der jetzigen Kapelle des Klosters an der Mehlemstraße. Das Kreuz stand früher am Kelsterbach an dem Punkt, an dem der Kommendeweg in die Lindenstraße einmündet. | In der Mitte des Querbalkens die Jahreszahl 1820 | 1820            | A 3679        |
| weitere Bilder |               | Lindenstraße 51 Karte                             | Das Wegekreuz wurde 1730 errichtet und befindet sich heute an der Lindenstraße gegenüber dem Haus mit der Nummer 114. Die Stifter lebten zu der Zeit auf dem zur Deutsch-Ordens-Kommende gehörenden Eichhof. | A 1730 DEN 3. IVNY HAT CHRISTIAN KEMP VND SIEBEILLA SCHMIZ EHELEVT HABEN DISES KRVS IN GOTTES EHR SETZEN LASSEN IN GOTTES NAMEN                                                                                      | 1730            | A 808         |
| weitere Bilder |               | Gallusstraße/Holzgasse Karte                      | Mehrfach umgestaltet, in seiner jetzigen Form seit 1923 bestehend. Ursprung in einem fünf Meter südlich stehenden Bildstock aus dem Jahre 1858. Den Beschluss, den Bildstock aus dem Straßenraum herauszunehmen, fasste die Bürger-Vereinigung Ramersdorf kurz nach dem Ersten Weltkrieg. In den neuen, um fünf Meter versetzten Bildstock wurde die Mensa und die Muttergottesstatue aus dem alten Bildstock übernommen. Das neue Bauwerk wurde am 29. April 1923 eingeweiht. Aufgenommen wurde auch eine Ehrentafel mit den Namen der 1914–1918 Gefallenen. Die Tafel wurde im Zweiten Weltkrieg beschädigt und am 22. November 1946 ersetzt. Auf der neuen Tafel wurden nun auch die Namen der Gefallenen von 1939–1945 vermerkt. | MATER DOLOROSA | 1923            | A 3354        |